# Landrienne
 (avril 2024).
Landrienne est une municipalité de canton en Abitibi, au Québec (Canada).

## Histoire
Fondée le 15 juillet 1918, la municipalité de canton de Landrienne vit ses fondateurs arriver principalement des municipalités de St-Thècle et de St-Prosper. La municipalité tient ainsi son nom d'un ancien commissaire de la marine à l'époque de la Nouvelle-France nommé Jean-Marie Landriève des bordes.
Dès 1918, la paroisse St-Barnabé de Landrienne y fut fondé.
Quelques années plus tard, en 1920, plusieurs commerces s'y installèrent, contribuant ainsi au développement économique de la municipalité de canton.

## Démographie
| 1991  | 1996  | 2001  | 2006 | 2011 | 2016 | 2021 |
| ----- | ----- | ----- | ---- | ---- | ---- | ---- |
| 1 044 | 1 077 | 1 072 | 986  | 977  | 967  | 897  |

## Administration
Les élections municipales se font en bloc pour le maire et les six conseillers.
| Landrienne Maires depuis 2001                                                                                        |                  |         |          |
| Élection | Maire            | Qualité | Résultat |
| 2001 | François Lemieux |         | Voir     |
| 2005 | François Lemieux | Voir    |          |
| 2009 | François Lemieux | Voir    |          |
| 2013 | Roland Simard    |         | Voir     |
| n/d | Guy Baril        |         | Voir     |
| 2017 | Guy Baril        | Voir    |          |
| 2021 | Guy Baril        | Voir    |          |
| Élection partielle en italique Depuis 2005, les élections sont simultanées dans toutes les municipalités québécoises |                  |         |          |

## Sport
L'ancien numéro 18 des Canadiens de Montréal, Serge Savard, est natif de Landrienne.

## Scierie
L'usine de sciage fut dans un premier temps exploité par l'entreprise familiale Lavoie et Frères, l'ayant fondé en 1955. Après un incendie, l'usine fut reconstruite, puis vendu en 1978.
La Scierie Landrienne a été fondée en 1978 et a été rachetée en 2015 par l'entreprise Chantiers Chibougamau.

## Autres

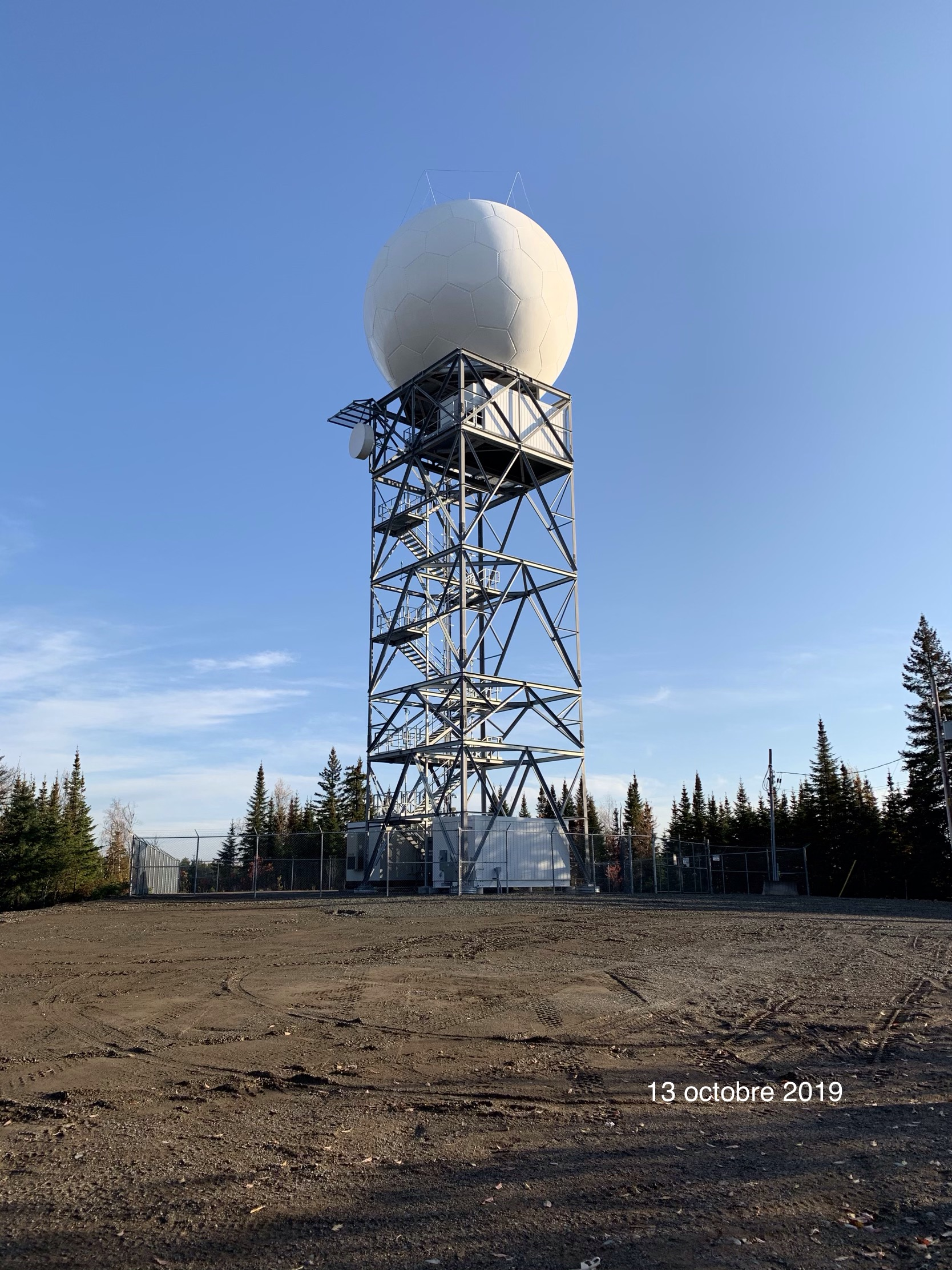
Radar météorologique de Landrienne.

Depuis 2001, un radar du réseau canadien de radars météorologiques est installé dans l’est de la municipalité. Ce radar appartient et est opéré par Environnement et Changements Climatiques Canada.